# Willem van Athene
Willem van Athene (Catania, 1312 – Valencia, 22 augustus 1338), ook genoemd Willem II van Trinacria of Willem van Aragon, was een Infante van het koninkrijk Sicilië, dat deel was van de Kroon van Aragon. In dienst van zijn vader, koning Frederik II van Sicilië, was Willem hertog van Athene (1317-1338) en hertog van Neopatria (1318-1338), twee Aragonees-Siciliaanse kruisvaardersstaten in Griekenland die tezamen werden bestuurd.

## Levensloop

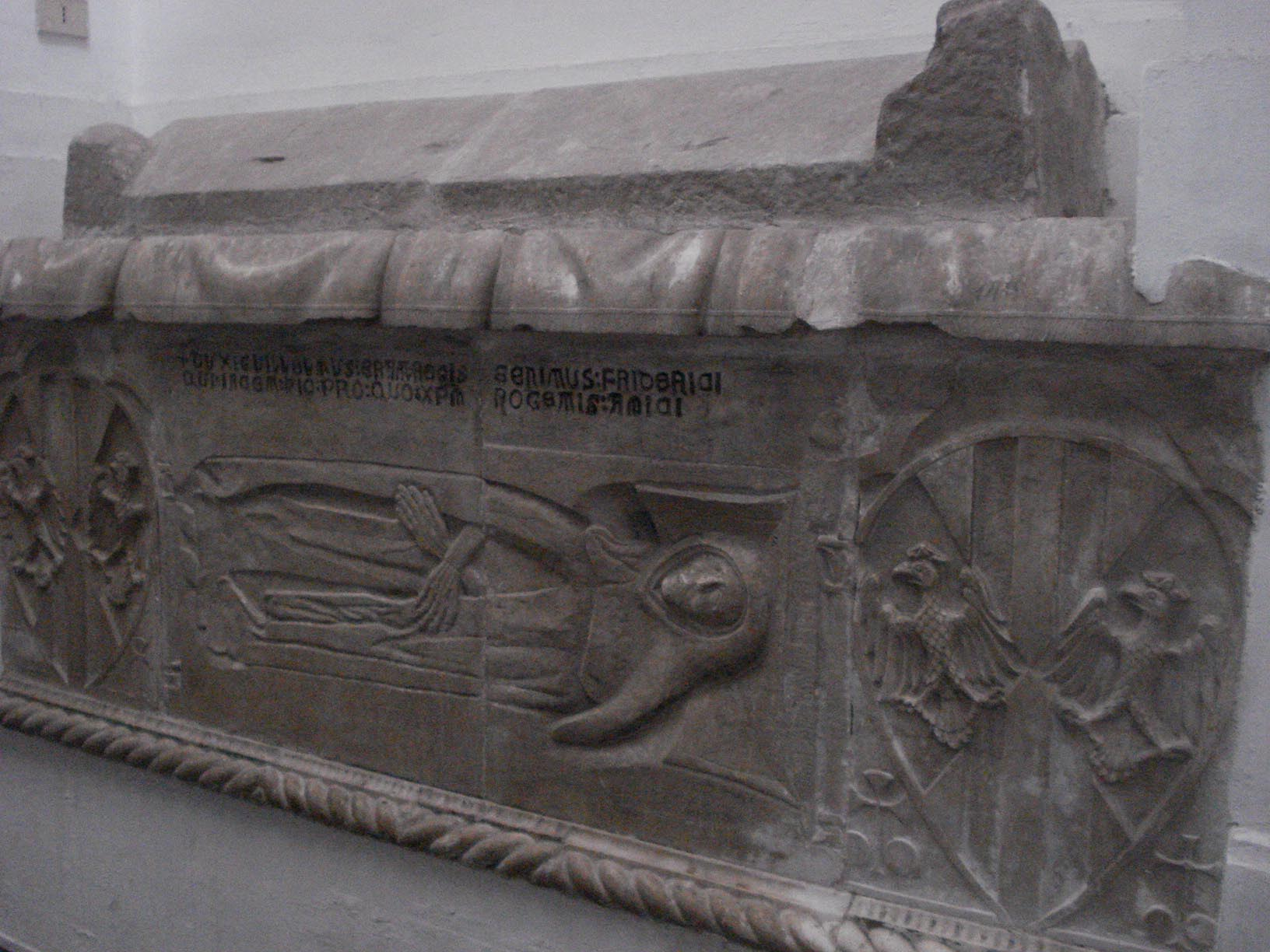
Graftombe van Willem van Athene. Kathedraal van Palermo, Sicilië.

Willem was een zoon van Frederik II van Sicilië en Eleonora van Anjou, van het Koninklijk Huis Barcelona dat Sicilië bestuurde in naam van de Aragonezen. Nadat zijn broer Manfred, hertog van Athene, verongelukte op elfjarige leeftijd, werd de vijfjarige Willem de hertog van Athene (1317). Een jaar later werd dit uitgebreid met het hertogdom Neopatria in Thessalië (1318). Hij reisde nooit naar Athene. Ter plaatse was de regent zijn oudere halfbroer Alfons Frederik, en vanaf 1330 Niccolo Lancia. Willem van Athene verbleef aan het Koninklijk Hof in Palermo.
Vijf jaar lang (1330-1335) poogde het Hof vergeefs pauselijke dispensatie te krijgen dat Willem mocht huwen met Maria Alvarez de Ejérica, dochter van baron Jakobus II van Aragon, baron van Ejérica, en Beatriz de Lauria, Vrouwe van Cocentaina. Paus Johannes XXII en na hem Benedictus XII, twee Fransen, waren ontstemd over dit huwelijk. Zij wilden geen versterkte familieband tussen Sicilië en het moederland Aragon; bovendien gingen deze pausen niet akkoord dat de Catalaanse Compagnie het hertogdom Athene had veroverd ten koste van het Huis Anjou-Sicilië (1311). Willem en Maria huwden toch. Dit was in 1335. Hun huwelijk was kinderloos. Paus Benedictus XII sprak de banvloek uit over Willem en diens voormalige regent in Athene Alfons Frederik van Sicilië (1335).
In 1338 stierf hertog Willem in Valencia, op het Spaanse vasteland. Zijn stoffelijk overschot werd overgebracht naar de kathedraal van Palermo. Zijn praalgraf is bewaard. Bij testament ging Willems bibliotheek naar de dominicanen in Palermo. Willem werd opgevolgd door zijn jongere broer Jan van Athene.